# ياناي بيركاتيس
ياناي بيركاتيس (بالإنجليزية: Yianni Perkatis)‏ (8 مارس 1994 في أستراليا - ) هو لاعب كرة قدم أسترالي في مركز الدفاع. شارك مع منتخب أستراليا تحت 17 سنة لكرة القدم ومنتخب أستراليا تحت 20 سنة لكرة القدم. أما مع النوادي، فقد لعب مع نادي وسترن سيدني واندررز ونادي بلاكتاون سيتي وBlacktown Spartans FC ‏.